# Deutsche Fußball-Amateurmeisterschaft 1968
Deutscher Fußball-Amateurmeister 1968 wurde der VfB Marathon 06 Remscheid. Im Finale siegte er am 9. Juni 1968 in Bochum mit 5:3 nach Verlängerung gegen den FC Wacker München.

## Teilnehmende Mannschaften
| Mannschaften | Mannschaften                    | Ligen Saison 1967/68                                           |
|              | VfB Kiel                        | Landesliga Schleswig-Holstein                                  |
|              | TSV Uetersen                    | Landesliga Hamburg                                             |
|              | Werder Bremen (Amateure)        | Amateurliga Bremen                                             |
|              | SV Arminia Hannover (Amateure)  | Landesliga Niedersachsen                                       |
|              | SC Staaken                      | Amateurliga Berlin                                             |
|              | Hammer SpVg                     | Verbandsliga Westfalen Staffel 1                               |
|              | 1. FC Köln (Amateure)           | Verbandsliga Mittelrhein                                       |
|              | VfB Marathon 06 Remscheid       | Verbandsliga Niederrhein                                       |
|              | KSV Hessen Kassel (Amateure)    | Amateurliga Hessen                                             |
|              | SC Rhein-Ahr Sinzig             | Amateurliga Rheinland                                          |
|              | 1. FC Kaiserslautern (Amateure) | Amateurliga Südwest                                            |
|              | Sportfreunde 05 Saarbrücken     | Amateurliga Saarland                                           |
|              | 1. FC Pforzheim                 | 1. Amateurliga Baden                                           |
|              | FC Rastatt 04                   | 1. Amateurliga Südbaden                                        |
|              | SSV Reutlingen 05 (Amateure)    | 1. Amateurliga Württemberg 1. Amateurliga Schwarzwald-Bodensee |
|              | FC Wacker München               | 1. Amateurliga Bayern                                          |

## Vorrunde
|                             | Gesamt |                           | Hinspiel | Rückspiel |
| --------------------------- | ------ | ------------------------- | -------- | --------- |
| 1. FC Kaiserslautern (A)    | 3:7    | VfB Marathon 06 Remscheid | 1:1      | 2:6 n. V. |
| 1. FC Köln (A)              | 6:4    | KSV Hessen Kassel (A)     | 4:4      | 2:0       |
| 1. FC Pforzheim             | 0:6    | SV Arminia Hannover (A)   | 0:1      | 0:5       |
| FC Rastatt 04               | 0:6    | Hammer SpVg               | 0:1      | 0:5       |
| SC Rhein-Ahr Sinzig         | 3:5    | SSV Reutlingen 05 (A)     | 1:3      | 2:2       |
| SC Staaken                  | 2:7    | FC Wacker München         | 0:5      | 2:2       |
| Sportfreunde 05 Saarbrücken | 3:4    | VfB Kiel                  | 3:2      | 0:2       |
| Werder Bremen (A)           | 6:2    | TSV Uetersen              | 3:1      | 3:1       |

## Viertelfinale
|                           | Gesamt |                         | Hinspiel | Rückspiel |
| ------------------------- | ------ | ----------------------- | -------- | --------- |
| VfB Marathon 06 Remscheid | 2:1    | SV Arminia Hannover (A) | 1:0      | 1:1       |
| SSV Reutlingen 05 (A)     | 2:3    | FC Wacker München       | 2:0      | 0:3       |
| VfB Kiel                  | 2:6    | Hammer SpVg             | 1:1      | 1:5       |
| Werder Bremen (A)         | 3:8    | 1. FC Köln (A)          | 3:1      | 0:7       |

## Halbfinale
|                | Gesamt |                           | Hinspiel | Rückspiel |
| -------------- | ------ | ------------------------- | -------- | --------- |
| 1. FC Köln (A) | 2:4    | VfB Marathon 06 Remscheid | 0:3      | 2:1       |
| Hammer SpVg    | 3:5    | FC Wacker München         | 0:3      | 3:2       |

## Finale
| VfB Marathon 06 Remscheid                                          | VfB Marathon 06 Remscheid | FC Wacker München | FC Wacker München |
| ------------------------------------------------------------------ | --- | --- | ----------------- |
| VfB Marathon 06 Remscheid                                          | \| Samstag, 29. Juni 1968 in Bochum (Stadion an der Castroper Straße) \| \| Ergebnis: 5:3 n. V. (2:2, 1:1) \| \| Zuschauer: 12.000 \| \| Schiedsrichter: Rolf Seekamp (Bremen) \|                                     | \| Samstag, 29. Juni 1968 in Bochum (Stadion an der Castroper Straße) \| \| Ergebnis: 5:3 n. V. (2:2, 1:1) \| \| Zuschauer: 12.000 \| \| Schiedsrichter: Rolf Seekamp (Bremen) \|           | FC Wacker München |
| VfB Marathon 06 Remscheid                                          | Wolfgang Hoth – Hans-Gerd Bender, Dieter Losleben, Hans-Dieter Roos, Arno Müller, Hannes Marson, Jürgen Kohle, Klaus Budde, Georg Klapper (91. Lothar Kraft), Klaus Frantzen , Dieter Stachel Cheftrainer: Kurt Carel | Günter Prockl – Hans Asang, Gottwald, Rudolf Sämmer, Hofberger, Peter von Kummant, Reiser (106. Baumbauer), Alois Lechermeier, Gerhard Mansfeld, Horst Pohl, Kalleder Cheftrainer: Karl Mai | FC Wacker München |
| VfB Marathon 06 Remscheid                                          | 1:0 Klaus Budde (16.) 2:1 Dieter Stachel (54.) 3:2 Jürgen Kohle (96.) 4:2 Jürgen Kohle (109.) 5:2 Jürgen Kohle (113.)                                                                                                 | 1:1 Gottwald (27.) 2:2 Peter von Kummant (68.) 5:3 Peter von Kummant (117.) | FC Wacker München |
| Samstag, 29. Juni 1968 in Bochum (Stadion an der Castroper Straße) | | |                   |
| Ergebnis: 5:3 n. V. (2:2, 1:1)                                     | | |                   |
| Zuschauer: 12.000                                                  | | |                   |
| Schiedsrichter: Rolf Seekamp (Bremen)                              | | |                   |